# A12 (Griekenland)
De A12 is een autosnelweg in Griekenland. De autosnelweg verbindt Velestino met Volos. De snelweg ligt in de periferie Thessalië.